# Duits kampioenschap voetbal
Om het Duits kampioenschap voetbal wordt sinds 1902/03 gestreden. Bayern München is de recordkampioen met 33 titels.

## Duitse landskampioenen

### 1903–1945
- 1903 – VfB Leipzig
- 1904 – geen kampioen
- 1905 – BTuFC Union 1892
- 1906 – VfB Leipzig
- 1907 – Freiburger FC
- 1908 – BTuFC Viktoria 1889
- 1909 – Phönix Karlsruhe
- 1910 – Karlsruher FV
- 1911 – BTuFC Viktoria 1889
- 1912 – Holstein Kiel
- 1913 – VfB Leipzig
- 1914 – SpVgg Fürth
- 1915–1919 – niet gespeeld
- 1920 – 1. FC Nürnberg
- 1921 – 1. FC Nürnberg
- 1922 – geen kampioen
- 1923 – Hamburger SV
- 1924 – 1. FC Nürnberg
- 1925 – 1. FC Nürnberg
- 1926 – SpVgg Fürth
- 1927 – 1. FC Nürnberg
- 1928 – Hamburger SV
- 1929 – SpVgg Fürth
- 1930 – Hertha BSC
- 1931 – Hertha BSC
- 1932 – Bayern München
- 1933 – Fortuna Düsseldorf
- 1934 – FC Schalke 04
- 1935 – FC Schalke 04
- 1936 – 1. FC Nürnberg
- 1937 – FC Schalke 04
- 1938 – Hannover 96
- 1939 – FC Schalke 04
- 1940 – FC Schalke 04
- 1941 – Rapid Wien
- 1942 – FC Schalke 04
- 1943 – Dresdner SC
- 1944 – Dresdner SC
- 1945 – geen eindronde

### Oberliga (1948–1963)
- 1948 – 1. FC Nürnberg
- 1949 – VfR Mannheim
- 1950 – VfB Stuttgart
- 1951 – 1. FC Kaiserslautern
- 1952 – VfB Stuttgart
- 1953 – 1. FC Kaiserslautern
- 1954 – Hannover 96
- 1955 – Rot-Weiß Essen
- 1956 – Borussia Dortmund
- 1957 – Borussia Dortmund
- 1958 – FC Schalke 04
- 1959 – Eintracht Frankfurt
- 1960 – Hamburger SV
- 1961 – 1. FC Nürnberg
- 1962 – 1. FC Köln
- 1963 – Borussia Dortmund

### Bundesliga (1963–)
- 1963/64 · 1. FC Köln
- 1964/65 · Werder Bremen
- 1965/66 · TSV 1860 München
- 1966/67 · Eintracht Braunschweig
- 1967/68 · 1. FC Nürnberg
- 1968/69 · Bayern München
- 1969/70 · Borussia Mönchengladbach
- 1970/71 · Borussia Mönchengladbach
- 1971/72 · Bayern München
- 1972/73 · Bayern München
- 1973/74 · Bayern München
- 1974/75 · Borussia Mönchengladbach
- 1975/76 · Borussia Mönchengladbach
- 1976/77 · Borussia Mönchengladbach
- 1977/78 · 1. FC Köln
- 1978/79 · Hamburger SV
- 1979/80 · Bayern München
- 1980/81 · Bayern München
- 1981/82 · Hamburger SV
- 1982/83 · Hamburger SV
- 1983/84 · VfB Stuttgart
- 1984/85 · Bayern München
- 1985/86 · Bayern München
- 1986/87 · Bayern München
- 1987/88 · Werder Bremen
- 1988/89 · Bayern München
- 1989/90 · Bayern München
- 1990/91 · 1. FC Kaiserslautern
- 1991/92 · VfB Stuttgart
- 1992/93 · Werder Bremen
- 1993/94 · Bayern München
- 1994/95 · Borussia Dortmund
- 1995/96 · Borussia Dortmund
- 1996/97 · Bayern München
- 1997/98 · 1. FC Kaiserslautern
- 1998/99 · Bayern München
- 1999/00 · Bayern München
- 2000/01 · Bayern München
- 2001/02 · Borussia Dortmund
- 2002/03 · Bayern München
- 2003/04 · Werder Bremen
- 2004/05 · Bayern München
- 2005/06 · Bayern München
- 2006/07 · VfB Stuttgart
- 2007/08 · Bayern München
- 2008/09 · VfL Wolfsburg
- 2009/10 · Bayern München
- 2010/11 · Borussia Dortmund
- 2011/12 · Borussia Dortmund
- 2012/13 · Bayern München
- 2013/14 · Bayern München
- 2014/15 · Bayern München
- 2015/16 · Bayern München
- 2016/17 · Bayern München
- 2017/18 · Bayern München
- 2018/19 · Bayern München
- 2019/20 · Bayern München
- 2020/21 · Bayern München
- 2021/22 · Bayern München
- 2022/23 · Bayern München
- 2023/24 . Bayer 04 Leverkusen
- 2024/25 · Bayern München

## Statistieken

### Titels per club
| Club                     | Titels |
| ------------------------ | ------ |
| FC Bayern München        | 34     |
| 1. FC Nürnberg           | 9      |
| Borussia Dortmund        | 8      |
| FC Schalke 04            | 7      |
| Hamburger SV             | 6      |
| Borussia Mönchengladbach | 5      |
| VfB Stuttgart            | 5      |
| 1. FC Kaiserslautern     | 4      |
| Werder Bremen            | 4      |
| SpVgg Fürth              | 3      |
| 1. FC Köln               | 3      |
| VfB Leipzig              | 3      |
| Viktoria 89 Berlin       | 3      |
| Hannover 96              | 2      |
| Dresdner SC              | 2      |
| Hertha BSC Berlin        | 2      |
| Fortuna Düsseldorf       | 1      |
| Rapid Wien               | 1      |
| VfR Mannheim             | 1      |
| Holstein Kiel            | 1      |
| Eintracht Frankfurt      | 1      |
| Rot-Weiß Essen           | 1      |
| TSV 1860 München         | 1      |
| Eintracht Braunschweig   | 1      |
| Berliner TuFC Union 1892 | 1      |
| Freiburger FC            | 1      |
| Phönix Karlsruhe         | 1      |
| Karlsruher FV            | 1      |
| VfL Wolfsburg            | 1      |
| Bayer 04 Leverkusen      | 1      |